# Castors d'Acton Vale
Les Castors d'Acton Vale est l'équipe de baseball sénior de la Ville d'Acton Vale. L'équipe performe dans la Ligue de baseball Majeur du Québec depuis 2006. Les parties locales se déroulent au Stade municipal Léo-Asselin.

## Fiche de l'équipe
- 2024: 21 victoires et 9 défaites (champions saison régulière) (ent. Johan Ochoa)
- 2023: 20 victoires et 7 défaites (champions de division et champions des séries LBMQ) (ent. Johan Ochoa)
- 2022: 19 victoires et 11 défaites (ent. Johan Ochoa)
- 2021: 9 victoire et 13 défaites (ent. Denis Lamontagne)
- 2020 : 11 victoires et 4 défaites (ent. Martin Bérubé)
- 2019 : 17 victoires et 15 défaites (ent. Martin Bérubé)
- 2018 : 19 victoires et 15 défaites (ent. Steve Green)
- 2017 : 24 victoires et 9 défaites (champions de division et champions des séries LBMQ) (ent. Steve Green)
- 2016 : 14 victoires et 18 défaites (ent. Steve Green)
- 2015 : 18 victoires et 14 défaites (ent. Steve Green)
- 2014 : 22 victoires et 10 défaites (champions de la saison)(ent. Steve Green)
- 2013 : 20 victoires et 11 défaites (ent. Steve Green)
- 2012 : 23 victoires et 10 défaite (ent. Steve Green)
- 2011 : 22 victoires et 11 défaites (champions des séries LBSEQ)(ent. Martin Paulhus-Steve Green)
- 2010 : 24 victoires et 7 défaites (champions de la saison)(ent. Martin Paulhus )
- 2009 : 18 victoires et 17 défaites (ent. Denis Lamontagne)
- 2008 : 20 victoires et 12 défaites (champions de division)(ent. Denis Lamontagne)
- 2007 : 12 victoires et 20 défaites (ent. Martin Bérubé)
- 2006 : 15 victoires et 19 défaites (ent. Yves Éthier)

## Conseil d'administration 2024
- Président : Michel Dorais
- Vice-Président : Dominic Borduas
- Directeur Opérations Baseball : Jean-François Dorais
- Administrateur : Marie-Eve Dorais
- Administrateur : Mario Daudelin
- Administrateur : Christian Raymond

## sources
- lbmq.com
- http://actonvale.lbseq.com
- http://lbseq.com